# Bruno Deneckere
Bruno Deneckere (Gent, 1969) is een Belgische singer-songwriter die de frontman was van de rockgroep The Pink Flowers (1986-1995), een band die tot de zes van Gent wordt gerekend (samen met onder andere Gorky).
Na het uiteenvallen van The Pink Flowers speelde hij een tijd samen met Lieven Tavernier. In 2004 maakte hij samen met Marjan Debaene een tournee als hommage aan Nick Drake. In 2013 speelde hij veel met Nils de Caster. Samen brachten zij het album Live uit.
Met Brunowords waagt Deneckere zich ook aan het tekenen van speelse cartoons. In 2013 opende hij zijn eerste tentoonstelling 'the early years' . In 2017 stelde hij zijn eerste boek 'Talk Is Cheap' voor. Tijdens de boekvoorstelling in de Hotsy Totsy club kondigde Deneckere een instrumentaal a capella nummer aan. Daarop bleef hij drie minuten met gitaar op de schoot stil op het podium zitten.
Solo brengt Deneckere muziek die haar oorsprong vindt in country en americana.

## Albums
The Pink Flowers:
- Blind man's son (1994)
- Tune in (1991)
- April showers (1990)

Solo:
- Coming Up For Air (2021)
- I Remember The Day (2018)
- Bruno Deneckere & Nils De Caster Live (2013)
- Walking on water (2011)
- Someday (2007)
- Crescent of the moon (2004)
- Down the road (2000)
- Beyond the Pink Flowers (1998)